# ラウンド菓子
ラウンド菓子とは、百貨店の食品売り場などで見かける、100種類以上のチョコレートやキャンデーなどのお菓子の置かれた環状の販売台（ラウンド什器）がメリーゴーランドのようにぐるぐると回転し、そこからほしいお菓子をかごに入れて、量り売りしてもらうお菓子のこと。
販売台（ラウンド什器）、及び商品（お菓子）は、名古屋にある菓子問屋の松風屋によるものであり、この一体を「スイートプラザ」と呼ぶ。最初は大阪市の大丸心斎橋店、阪急百貨店うめだ本店、名古屋市の名鉄百貨店の3カ所で始まり、日本全国に普及していった。最盛期には全国150店舗以上のデパートに設置されていた。

## 設置場所
- 北海道 - ぴゅあ めいど まーけっと釧路フィッシャーマンズワーフMOO本店（釧路市）
  - 北見市北見駅前「パラボ」の地下にも2023年9月現在設置されている。
  - 釧路市にかつて存在した「くしろデパート」地階および帯広市にかつて存在した「藤丸（二代目店舗）」地階にも配置されていた。
- 北陸
  - 石川県 - 大和香林坊本店（金沢市）
    - 先代本店であった旧金沢本店（のちの「ラブロ片町」（大和本社機能のみは引き続き残留入居）。「片町きらら」に全面建て替えされた為、建物は現存せず）の地階（デパ地下様式食品街「味覚の街」フロア）にも配置されていた。
- 九州
  - 福岡県 - 井筒屋小倉店（100ｇ＝199円の計量販売）（2012年10月現在）
  - 福岡県 - 井筒屋黒崎店（2014年12月現在）
  - 福岡県 - 岩田屋久留米店
  - 佐賀県 - 佐賀玉屋　南館5F
  - 長崎県 - 佐世保玉屋（100ｇ＝160円の計量販売）
  - 大分県 - トキハわさだ店（100ｇ＝168円の計量販売）